# Jules Miot
Jules François Miot (Autun, 13 settembre 1809 – Saint-Maur-des-Fossés, 9 maggio 1883) è stato un politico francese.
Repubblicano, deputato all'Assemblea Nazionale del 1849, fu una figura di spicco della Comune di Parigi.

## Biografia
Figlio di un farmacista, Jules Miot aprì una farmacia a Moulins-Engilbert dove esercitò fino alla Rivoluzione del 1848, quando partecipò attivamente alla politica e venne eletto nel 1849 all'Assemblea legislativa. Oppositore del colpo di Stato del 2 dicembre 1851 di Luigi Bonaparte, fu deportato in Algeria.
Graziato nel 1860, fondò a Parigi il giornale Le Modéré e s'impegnò clandestinamente nell'opposizione anti-bonapartista. Fu per questo arrestato nel 1862 e condannato a tre anni di carcere. Trasferitosi a Londra, s'iscrisse alla Prima Internazionale.
Tornato a Parigi alla caduta dell'Impero, s'impegnò per la costituzione della Comune. Eletto il 26 marzo 1871 al Consiglio della Comune, fece parte della Commissione istruzione. Il 28 aprile ideò l'istituzione del Comitato di Salute pubblica per combattere i nemici interni ed esterni della Comune.
Dopo la Settimana di sangue e la caduta della Comune, sfuggì ai versagliesi rifugiandosi in Svizzera e venne condannato a morte in contumacia. Rientrò in Francia con l'amnistia del 1880, ritirandosi a vita privata. È sepolto a Parigi nel cimitero di Père-Lachaise.